# كينيث لاي
كينيث لاي (بالإنجليزية: Kenneth Lay)‏ هو شخصية أعمال أمريكي، ولد في 15 أبريل 1942 في ميزوري في الولايات المتحدة، وتوفي في 5 يوليو 2006 في سنوماس في الولايات المتحدة بسبب نوبة قلبية وقصور القلب.

## وصلات خارجية
- كينيث لاي على موقع إن إن دي بي (الإنجليزية)